# Frontière entre l'Afghanistan et le Pakistan
La frontière entre l'Afghanistan et le Pakistan est une frontière terrestre séparant l'Afghanistan à l'ouest et le Pakistan à l'est. Longue de 2 430 km, elle est la plus longue des 6 frontières de l'Afghanistan. Cette frontière résulte de la ligne Durand établie en 1893 pour séparer l'Empire des Indes britannique de l'Afghanistan.

## Historique
La frontière entre l'Inde britannique et l'Afghanistan est définie par un accord signé le 12 novembre 1893 par Abdur Rahman Khan, émir d'Afghanistan, et Henry Mortimer Durand, ministre des Affaires étrangères pour l'Inde. L'Afghanistan sert alors d'État tampon entre les zones d'influence britannique et russe en Asie centrale, dans le cadre du « Grand Jeu » opposant les deux empires. Le Pakistan est devenu indépendant en 1947, mais les deux pays n'ont pas signé d'accord concernant leur frontière commune.
Une clôture est en cours de construction par le Pakistan sur cette frontière à partir de 2017,.
En janvier 2022, le ministre de l'Intérieur du Pakistan, Sheikh Rashid Ahmed, a déclaré que 2 680 km de clôture avait déjà été construit.
Le 25 décembre 2024, l'armée pakistanaise a attaqué quatre zones du district de Barmal (province de Paktika) en Afghanistan qui déclare 46 morts, dont la plupart sont des enfants et des femmes et 6 blessés. Le Pakistan affirme que des groupes armés, tels les talibans pakistanais du Tehrik-e-Taliban Pakistan (TTP), de la même idéologie que les talibans afghans, mènent des attaques planifiées depuis le sol afghan, rendues possible par une frontière poreuse.